# Juditha odites
Espèce
Juditha odites est un insecte lépidoptère appartenant à la famille  des Riodinidae et au genre Juditha.

## Taxonomie
Juditha odites a été décrit par Pieter Cramer en 1775 sous le nom de Papilio odites

### Sous-espèces
- Juditha odites odites; présent en Guyane, en Guyana, au Venezuela, au Brésil et au Pérou.
- Juditha odites praeclarum (Bates, 1866); présent au Costa Rica, en Colombie et dans le nord-ouest de l'Équateur.

### Noms vernaculaires
Juditha odites se nomme Odites Metalmark en anglais.

## Description
Juditha odites est un papillon à l'apex des ailes antérieures formant un angle bien marqué, de couleur jaune à jaune très clair presque blanc avec une partie basale et une double bordure du bord externe des ailes antérieures et postérieures ocre roux foncé.

## Biologie

### Plantes hôtes
Les plantes hôtes de sa chenilles sont des Ficus, Heisteria cocinna et Pseudobombax septenatum.  

## Écologie et distribution
Juditha  odites est présent au Costa Rica, en Colombie, dans le nord-ouest de l'Équateur, en Guyane, en Guyana, au Venezuela, au Brésil et au Pérou.

### Protection
Pas de statut de protection particulier